# Az alkony keresztútján
Az alkony keresztútján a tizedik kötete Az Idő Kereke sorozatnak, melyet Robert Jordan amerikai író írt. 2003. január 7-én jelent meg, magyarul pedig 2004-ben, illetve újrakiadásban 2016-ban. A New York Times keményborítós fantasy regényeinek toplistáján az első helyen nyitott, sorozatban harmadszor. 30 fejezet, egy prológus és egy epilógus alkotja (az első könyv a sorozatban, amelyik epilógust kapott). Egy része egy időben játszódik az előző kötettel. Később kiadásra került e-book formátumban is, ennek borítója lett a későbbi magyar kiadások borítója is. melyet Greg Ruth tervezett, és amelyen Perrin Aybara látható, aki elsétál, miután a fejszéjét belevágta egy fába.

## Cselekmény
|  | Alább a cselekmény részletei következnek! |

Perrin továbbra is azon van, hogy megmentse feleségét, Failét a shaido aielektől. Mivel Faile szökni próbál, megbüntetik. Perrin felderítői megtalálják a shaido aieleket, azonban sokkal többen vannak, semmint fel tudják velük venni egyedül a harcot. Hogy megmentse feleségét, bármire hajlandó, még kegyetlenkedni is, amin ő maga is elszörnyed. Kapóra jön, hogy a seanchanok ideiglenes szövetséget ajánlanak neki. Eközben Mat éppen a seanchanok közül akar megszökni, s magával viszi Tuont, a Kilenc Hold Lányát is, akivel egyre szorosabb a kapcsolata. Mat felfedezi, hogy Tuon képes lehet arra, hogy kontrollálja az Egyetlen Hatalmat.
Elayne meglátogatja a szövetségeseit Andorban, és híreket hall a Caemlyn körül táborozó ostromlóktól. Megtudja, hogy ikreket vár, de hogy Rand az apjuk, nem mondja el senkinek.
Rand visszavonul Tear Kövébe, itt talál rá Bashere, Logain és Loial, akik azokat az aes sedai-okat keresték a kötések mentén, akik elvesztették Őrzőiket. Rand békeajánlattal fordul a seanchanokhoz. Ők elfogadják a békét, de csak akkor, ha az Újjászületett Sárkány személyesen megy el hozzájuk..
Egwene az ostromot tervezgeti a Fehér Torony ellen, Tar Valon kikötőinek blokádján elmélkedve. Kérésére több aes sedai és novícia cuendillart (szívkő) állít elő, hogy azokat eladva megoldják élelmezési gondjaikat. Shadar Logoth pusztulásának híre eljut a salidari lázadókhoz, akik ennek hatására készek lennének szövetségre lépni a Fekete Toronnyal. Ám valaki a saidin felhasználásával gyilkolni kezdi őket, ami miatt Egwene-nek is meg kell változtatnia a terveit. A blokád kudarcot vall, Egwene pedig a Fehér Torony fogságába esik.
Az epilógus során Rand megkapja a lehetőséget, hogy beszélhessen a Kilenc Hold Lányával.
|  | Itt a vége a cselekmény részletezésének! |

## Magyarul
- Az alkony keresztútján; ford. Körmendi Ágnes; Beholder, Bp., 2004 (Az idő kereke sorozat)